# الجمعة العجيبة (فلم)
الجمعة العجيبة (بالإنجليزية: Freaky Friday) هو فيلم كوميدي أمريكي، من بطولة ليندزي لوهان وجيمي لي كروتس.

## القصة
تدور قصة الفيلم حول ام وابنتها، تنتقل روح الام إلى البنت والعكس، فتضطر كل واحده منهما إلى التكيف مع حياة الأخرى لمدة يوم واحد فقط يوم الجمعة.

## الممثلون
- جيمي لي كروتس
- ليندزي لوهان
- مارك هارمون
- هارولد جولد
- تشاد مايكل موراي
- كريستينا فيدال
- هالي هدسون

## روابط خارجية
- مقالات تستعمل روابط فنية بلا صلة مع ويكي بيانات